# Anna Elisabeth von Anhalt-Dessau
Anna Elisabeth von Anhalt-Dessau (* 5. April 1598 in Dessau; † 20. April 1660 in Tecklenburg) war eine Prinzessin von Anhalt-Dessau und durch Heirat Gräfin von Bentheim-Steinfurt.

## Leben
Anna Elisabeth war eine Tochter des Fürsten Johann Georg I. von Anhalt-Dessau (1567–1618) aus dessen zweiter Ehe mit Dorothea (1581–1631), Tochter des Pfalzgrafen Johann Kasimir von Simmern. In der Tugendlichen Gesellschaft ihrer Tante Anna Sophia wurde sie unter dem Namen „Die Unveränderliche“ aufgenommen.
Anna Elisabeth heiratete am 2. Januar 1617 in Dessau Graf Wilhelm Heinrich zu Bentheim und Steinfurt (1584–1632). Die Ehe blieb kinderlos und nach dem Tod ihres Mannes schenkte sie ihre Einkünfte und Güter, die teilweise in der Grafschaft Steinfurt lagen ihrer noch unverheirateten Schwester Johanna Dorothea. Dies führte zu erheblichen Verwicklungen als Johanna Dorothea im Jahr darauf sich mit Graf Moritz von Bentheim-Tecklenburg vermählte. Durch Vermittlung Friedrichs von Anhalt kam schließlich ein Vergleich zu Stande.